# 1030

## Události
- Založení města Tartu (někdy Dorpat), druhé největší město Estonska
- Založení města Aversa, italského město v oblasti Kampánie,

## Narození
- ? – Lulach, král skotský († 17. března 1058)
- ? – Vsevolod I. Jaroslavič, kyjevský kníže z rodu Rurikovců, syn Jaroslava Moudrého († 13. dubna 1093)
- ? – Werner I. Habsburský, hrabě, třetí syn Radbota z Habsburgu († 11. listopadu 1096)

## Úmrtí
- 30. ledna – Hyza, 5. pražský biskup (* ?)
- 31. ledna – Vilém V. Akvitánský, vévoda akvitánský a hrabě z Poitiers (* 969/970)
- 30. dubna – Mahmúd z Ghazny, vládce Ghaznovské říše (* 971)
- 29. červenec – Olaf II. Norský, norský král v období 1015–1028 (* 995)

## Hlavy států
- České knížectví – Oldřich
- Svatá říše římská – Konrád II.
- Papež – Jan XIX.
- Galicijské království – Bermudo II.
- Leonské království – Bermudo III.
- Navarrské království – Sancho III. Veliký
- Barcelonské hrabství – Berenguer Ramon I. Křivý
- Hrabství toulouské – Guillaume III.
- Burgundské království – Rudolf III.
- Lotrinské vévodství – Fridrich III. Barský / Gotzelo I. Dolnolotrinský
- Francouzské království – Robert II. Pobožný
- Anglické království – Knut Veliký
- Dánské království – Knut Veliký
- Norské království – Knut Veliký (místodržící ladejarl Håkon Eiriksson, po něm Svein Knutsson Alfivason)
- Švédské království – Jakob Anund
- Polské království – Měšek II. Lambert
- Uherské království – Štěpán I. Svatý
- Byzantská říše – Romanos III. Argyros
- Kyjevská Rus – Jaroslav Moudrý